# Церковь Ченстоховской иконы Божией Матери
Церковь в честь Ченстоховской Иконы Божьей Матери в Ченстохове — современная православная приходская церковь краковского деканата Лодзинской и Познанской епархии Польской автокефальной православной церкви.
Церковь находится на пересечении улиц Николая Коперника и Силезской, в квартале от железнодорожного вокзала.
Строительство храма было начато по проекту архитектора Михала Балаша из Белостока. В настоящее время в целом здание закончено, идут последние этапы отделки. Также церковь пока не расписана. Краеугольный камень под строительство церкви освятил патриарх Варфоломей I в 1998 году. Внутри храма находится современный иконостас.
Ранее православная община владела церковью св. Кирилла и Мефодия на пл. Владислава Беганьского, но после обретения независимости в 1918 году она была передана католикам.
В настоящее время службы проходят только по субботам и воскресениям.